# Lignose Einhand
Lignose Einhand là loại súng ngắn bán tự động do Witold Chylewski thiết kế trong khoảng năm 1913-1914. Ông đã mang thiết kế này giới thiệu cho nhà máy Societe Industrielle Suisse Neuhausen tại Thụy Sĩ nơi ông cùng hợp tác và nhà máy đã chế tạo loại súng này với tên Chylewski, khoảng 1000 khẩu đã được sản xuất tại nhà máy. Nhà máy sản xuất vũ khí Bergmann đã mua bản quyền chế tạo loại súng này và đã tạo ra vài mẫu khác nhau trước khi bị công ty Aktiengesellschaft Lignose tại Đức mua lại. Công ty Lignose đã bắt đầu chế tạo loại súng này đúng lúc chiến tranh thế giới thứ hai nổ ra năm 1939. "Einhand" nghĩa là một tay vì chỉ cần một tay xạ thủ cũng có thể làm cho súng hoạt động.

## Thiết kế
Einhand sử dụng cơ chế nạp đạn blowback. Súng có thiết kế khá thú vị vì chỉ cần một tay là xạ thủ vừa có thể kéo khối trược về phía sau cũng như khai hỏa mà không cần tay kia. Với vòng bảo vệ cò súng chia làm hai phần phần phía trước vòng dính với một phần nối với khối trượt và không nối với phần dưới của vòng, nó cũng có hình dáng giống như cò súng. Khi cần lên đạn xạ thủ chỉ việc đưa ngón tay kéo phần trước vòng này ra phía sau và khối trượt cũng sẽ di chuyển theo, khi thả ra thì một lò xo sẽ đẩy khối trượt trở về chỗ cũ và đẩy viên đạn vào nòng nếu đã nạp hộp đạn. Phần trước của vòng bảo vệ này sẽ không di chuyển khi bắn để tránh việc nó chuyển động cùng với khối trượt và nện vào ngón tay của xạ thủ. Nút khóa an toàn nắm ở phía bên trái súng.
Vì là súng tự vệ nên nó không có điểm ruồi để nhắm bắn. Hộp đạn của súng chứa 6 viên.